# Laterals d'altar de Montgrony
Al Museu Episcopal de Vic es conserven dues taules amb la representació de Sant Pere i Sant Pau, són dos laterals d'altar que procedeixen de l'església de Sant Pere de Montgrony (o Mogrony), propera al santuari de Santa Maria de Montgrony (Gombrèn, Ripollès). Estan inventariats al museu amb els números 1 i 2.

## Descripció
La primera peça representa a l'apòstol sant Pau, dret amb una túnica vermella i una capa fosca a sobre. Amb la mà dreta sosté una espasa, atribut d'aquest personatge, i amb l'esquerra un llibre. La figura del sant se situa sobre un fons groc amb estels vermells. A la part superior i inferior de la taula hi ha una banda horitzontal, vermella amb motius florals estilitzats.

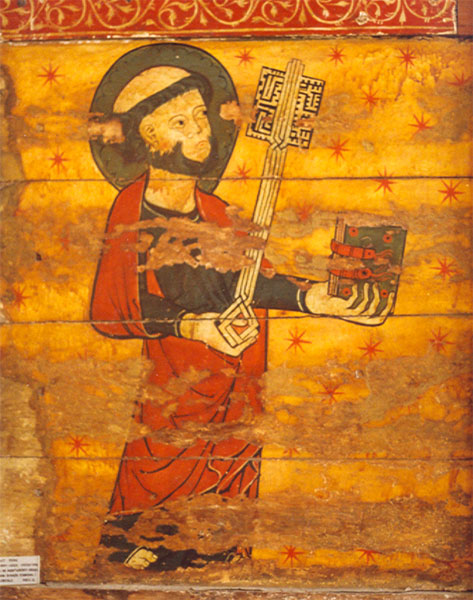
Sant Pere

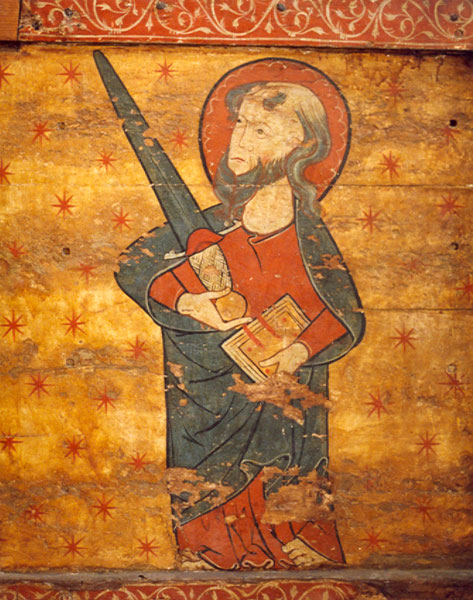
Sant Pau

La segona taula té les mateixes característiques que l'anterior i representa a sant Pere, amb túnica fosca i mantell vermell. A la dreta i com atribut una clau enorme i un llibre a l'esquerra. El personatge llueix la tonsura característica.
L'estat de conservació no és el desitjable, sobretot la segona taula (la de sant Pere). Per la seva situació original, cobrint els laterals d'un altar i a ran de terra, estan molt deteriorades en la part inferior.
Estilísticament, aquestes peces cal situar-les a cavall dels estils romànic i gòtic. Els trets generals són romànics però la sanefa decorada i les expressions dels rostres dels sants poden considerar-se gòtics. S'ha proposat la seva autoria a un seguidor del Mestre de Soriguerola. Altres obres emparentades amb aquesta i dins el mateix museu són els Laterals d'altar de la Vall de Ribes, el Fragment de baldaquí de la Vall de Ribes i el Frontal de Santa Cristina. Al Museu Nacional d'Art de Catalunya es conserven els Laterals d'altar de Sant Cristòfol de Toses, de característiques força similars.
Pel que fa a la seva datació, que s'ha de fer pels seus trets estilístics, hi ha diverses opinions però la més corrent és situar-la a cavall dels segles xiii i xiv.